# Paracorallium stylasteroides
Paracorallium stylasteroides är en korallart som först beskrevs av Ridley 1882.  Paracorallium stylasteroides ingår i släktet Paracorallium och familjen Coralliidae. Inga underarter finns listade i Catalogue of Life.